# Djillali Aït Chegou
 (février 2020).
Si vous disposez d'ouvrages ou d'articles de référence ou si vous connaissez des sites web de qualité traitant du thème abordé ici, merci de compléter l'article en donnant les références utiles à sa vérifiabilité et en les liant à la section « Notes et références ».
Djillali Aït Chegou est un footballeur international algérien né le 14 mai 1949 à Kouba dans la wilaya d'Alger, et décédé le 12 février 2016. Il évoluait au poste de milieu offensif. Il compte deux sélections en équipe nationale en 1972.

## Biographie
Formé au RC Kouba, il reste dix ans dans son club formateur. En 1977, il part jouer au MC Alger, où il évolue pendant deux années.Il joue ensuite à l'ESM Koléa, avant de revenir terminer sa carrière dans son club formateur. Il fait ses débuts en équipe nationale le 15 mars 1972, sous la direction de Rachid Mekhloufi.

## Palmarès
- Champion d'Algérie en 1978 et 1979 avec le MC Alger.
- Vice-champion d'Algérie en 1975 avec le RC Kouba.
- Accession en Ligue 1 en 1988 avec le RC Kouba.